# Pennsboro
Pennsboro is een plaats (city) in de Amerikaanse staat West Virginia, en valt bestuurlijk gezien onder Ritchie County.

## Demografie
Bij de volkstelling in 2000 werd het aantal inwoners vastgesteld op 1199.
In 2006 is het aantal inwoners door het United States Census Bureau geschat op eveneens 1199.

## Geografie
Volgens het United States Census Bureau beslaat de plaats een oppervlakte van
5,6 km², geheel bestaande uit land. Pennsboro ligt op ongeveer 245 m boven zeeniveau.

## Plaatsen in de nabije omgeving
De onderstaande figuur toont nabijgelegen plaatsen in een straal van 20 km rond Pennsboro.